# Аніта (Айова)
Аніта (англ. Anita) — місто (англ. city) в США, в окрузі Кесс штату Айова. Населення — 963 особи (2020).

## Географія
Аніта розташована за координатами 41°26′38″ пн. ш. 94°45′56″ зх. д. / 41.44389° пн. ш. 94.76556° зх. д. (41.443908, -94.765637).  За даними Бюро перепису населення США в 2010 році місто мало площу 4,41 км², уся площа — суходіл.

## Демографія
Згідно з переписом 2010 року, у місті мешкали 972 особи в 427 домогосподарствах у складі 266 родин. Густота населення становила 220 осіб/км².  Було 488 помешкань (111/км²).
Расовий склад населення:
| - 99,5 % — білих - 0,2 % — азіатів |

До двох чи більше рас належало 0,2 %. Частка іспаномовних становила 0,6 % від усіх жителів.
За віковим діапазоном населення розподілялося таким чином: 20,9 % — особи молодші 18 років, 55,7 % — особи у віці 18—64 років, 23,4 % — особи у віці 65 років та старші. Медіана віку мешканця становила 47,4 року. На 100 осіб жіночої статі у місті припадало 99,2 чоловіків;  на 100 жінок у віці від 18 років та старших — 91,8 чоловіків також старших 18 років.
Середній дохід на одне домашнє господарство  становив 50 431 долар США (медіана — 40 429), а середній дохід на одну сім'ю — 61 818 доларів (медіана — 49 271). Медіана доходів становила 40 583 долари для чоловіків та 35 156 доларів для жінок. За межею бідності перебувало 13,3 % осіб, у тому числі 18,8 % дітей у віці до 18 років та 5,3 % осіб у віці 65 років та старших.
Цивільне працевлаштоване населення становило 402 особи. Основні галузі зайнятості: освіта, охорона здоров'я та соціальна допомога — 27,4 %, виробництво — 19,2 %, роздрібна торгівля — 12,7 %, будівництво — 8,2 %.